# Gorduratrans
Gorduratrans é uma dupla musical brasileira de shoegaze formada por Felipe Aguiar (guitarra, vocais) e Luiz Felipe Marinho (bateria, vocais).

## História
Em 2015, após uma conturbada ruptura com a banda que tocavam juntos, Felipe Aguiar e Luiz Felipe Marinho decidiram criar a dupla Gorduratrans. A vontade de ambos sempre foi de experimentar o gênero shoegaze. No mesmo ano, fizeram seu primeiro lançamento, o extended play (EP) Repertório Infindável de Dolorosas Piadas, após um trabalho de dois meses. O nome foi extraído de um frase da música "Nas Suas Palavras" (2006), de Ludovic. Com o sucesso do álbum, fizeram uma extensa turnê na região Nordeste do Brasil. Os streamings no Spotify foram suficientes  a ponto de gerar lucro capaz de pagar os custos de gravação do segundo lançamento, o álbum de estúdio Paroxismos (2017). Um single foi lançado previamente, "7 Segundos". Parte do álbum foi gravado em casa, e outra parte no estúdio da Cosmoplano Records. Com exceção das vozes, o álbum foi gravado inteiramente em estúdio, com mixagem e masterização "caseiras", mantendo o "espírito do DIY". Os integrantes disseram que ficaram surpresos com a repercussão. A dupla também fez uma turnê no Brasil para promover o álbum. Ainda no mesmo ano, em julho, um teaser para o álbum visual de Paroxismos foi lançado, e seu lançamento ocorreu numa apresentação em 28 de outubro.
Após cinco anos de hiato, a banda lançou "Enterro dos Ossos" em abril de 2022, ao lado de um videoclipe, como o primeiro single de seu terceiro álbum de estúdio, Zera. Em 2 de junho, foi lançado o segundo single, "Nem Sempre Foi Assim". O álbum foi lançado no dia 15.

## Estilo musical e reconhecimento
O estilo musical de Gorduratrans já foi descrito como shoegaze, noise rock e noise pop, além de contendo "guitarras distorcidas" de alto volume, demonstrando semelhança ao som das bandas My Bloody Valentine, Slowdive, The Jesus and Mary Chain e Ride. O site Tenho Mais Discos Que Amigos! incluiu a banda na lista de "8 bandas brasileiras que fazem bonito no shoegaze". Segundo o Estadão, o álbum Paroxismos "mostra a força do novo rock" e foi considerado mais denso que o EP anterior. O Tenho Mais Discos Que Amigos! declarou que o álbum "traz mais maturidade no som e flerta cada vez mais com o noise, mesclando a parede de som característica do shoegaze com letras de cunho pessoal." A banda também é notada por seu estilo lo-fi.
| “ | A verdade é que a gente não se preocupa com a tendência das coisas, com o que os outros estão fazendo. Nossa única preocupação é fazer algo que nos deixe felizes e orgulhosos. Nosso objetivo com a banda é nos expressarmos da maneira que a gente gosta. Esses caminhos um pouco diferentes, mais densos e mais longos às vezes, tem mais a ver com a nossa mudança de percepção, com as novas referências, com a experiência que tivemos no nosso primeiro ciclo como banda. —Felipe Aguiar, 2017 | ” |

## Discografia
Álbuns de estúdio
- Repertório Infindável de Dolorosas Piadas (2015)
- Paroxismos (2017)
- Zera (2022)

Singles
- "7 Segundos" (2017)
- "Enterro dos Ossos" (2022)
- "Nem Sempre Foi Assim" (2022)